# Jiang Yuyuan
Jiang Yuyuan (江鈺源T, 江钰源S, Jiāng YùyuánP; Liuzhou, 1º novembre 1991) è un'ex ginnasta cinese, vincitrice della medaglia d'oro nel concorso a squadre a Pechino 2008.
Si è ritirata nel 2013.

## Palmarès
- Giochi olimpici estivi

Pechino 2008: oro nel concorso a squadre.
- Campionati mondiali di ginnastica artistica

2007 - Stoccarda: argento nel concorso a squadre.
2010 - Rotterdam: argento nel concorso individuale e bronzo nel concorso a squadre.
2011 - Tokyo: bronzo nel concorso a squadre.
- Giochi asiatici

2010 - Canton: oro nel concorso a squadre.
- Universiadi

2009 - Belgrado: oro nel concorso a squadre, nel concorso individuale e nella trave, argento nel corpo libero e bronzo nelle parallele asimmetriche.